# Program Stypendialny im. Konstantego Kalinowskiego

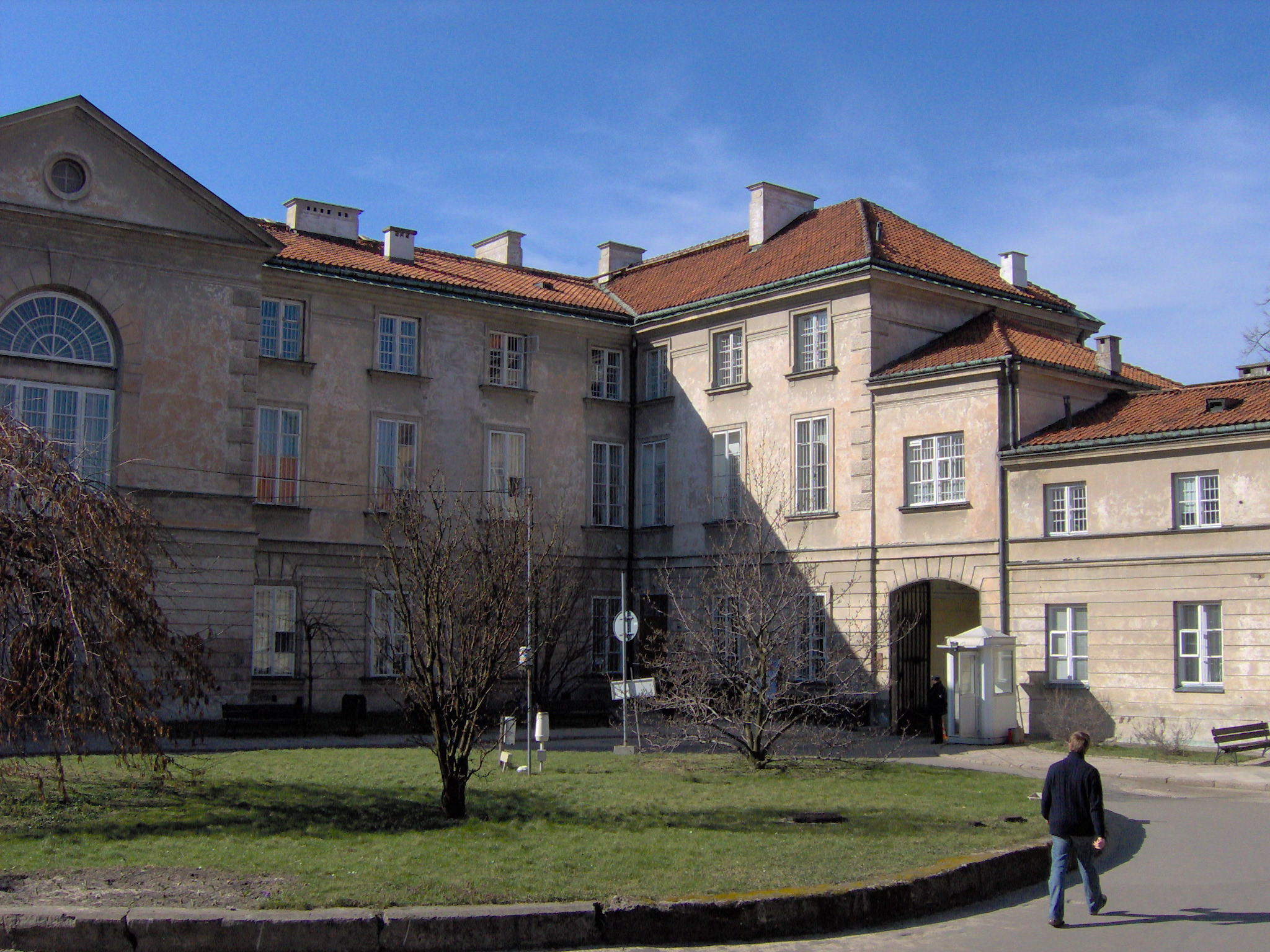
Biuro Programu im. Kalinowskiego w Pałacu Potockich w Warszawie, marzec 2007

Program Stypendialny Rządu Rzeczypospolitej Polskiej im. Konstantego Kalinowskiego pod Patronatem Prezesa Rady Ministrów RP (biał. Стыпендыяльная праграма Ураду Рэспублікі Польшча імя Кастуся Каліноўскага пад патранатам Старшыні Рады Міністраў РП, Stypiendyjalnaja prahrama Uradu Respubliki Polszcza imia Kastusia Kalinouskaha pad patranatam Starszyni Rady Ministrau RP) – utworzony w marcu 2006 polski państwowy program pomocowy dla białoruskiej młodzieży. Początkowo przeznaczony dla studentów relegowanych z białoruskich uczelni z przyczyn politycznych, z biegiem czasu objął także osoby, które nie mogą studiować na Białorusi ze względu na swoje poglądy polityczne i zaangażowanie w obronę demokracji i praw człowieka. Jest to największy w Europie program tego rodzaju. Merytorycznie koordynowany jest przez Biuro Programu przy Studium Europy Wschodniej Uniwersytetu Warszawskiego, we współdziałaniu z Ministerstwem Spraw Zagranicznych i Ministerstwem Nauki i Szkolnictwa Wyższego RP. Dyrektorem i koordynatorem Programu, kierującym pracami biura i pracami komisji kwalifikujących kandydatów na studia, jest dyrektor Studium Europy Wschodniej UW Jan Malicki. Program finansowany jest z budżetu państwa – w 2008 roku Minister Spraw Zagranicznych Polski przekazał na jego kontynuację 1,2 miliona euro.

## Przyczyny i okoliczności utworzenia
19 marca 2006 na Białorusi miały miejsce wybory prezydenckie, które w opinii OBWE oraz białoruskich organizacji opozycyjnych wobec prezydenta Łukaszenki zostały sfałszowane. Doprowadziło to do wybuchu protestów społecznych, w których brała udział przede wszystkich młodzież. Władze zareagowały na nie masowymi aresztowaniami i represjami. Podlegały im zarówno osoby, które brały udział w protestach, jak i te, które usiłowały prowadzić obserwację przebiegu wyborów i uczestniczyły w kampanii wyborczej opozycyjnych kandydatów na prezydenta: Alaksandra Milinkiewicza i Alaksandra Kazulina. Jedną z głównych form nacisku wobec młodzieży była groźba relegowania ze studiów, które w wielu przypadkach rzeczywiście miało miejsce.
Wobec fali represji Rząd Polski i władze polskich uczelni wystąpiły z inicjatywą utworzenia programu pomocowego dla białoruskich studentów wyrzuconych ze studiów z powodów politycznych. 30 marca 2006 Prezes Rady Ministrów Kazimierz Marcinkiewicz, przedstawiciel Bloku Zjednoczonych Sił Demokratycznych na Białorusi Alaksandr Milinkiewicz oraz Rektorzy Konferencji Rektorów Uniwersytetów Polskich (KRUP) i Konferencji Rektorów Akademickich Szkół Polskich (KRASP) podpisali uroczyście „List intencyjny” będący podstawą utworzenia Programu. Wydarzenie miało miejsce w Auli im. Adama Mickiewicza na Uniwersytecie Warszawskim w obecności kilkuset studentów, pracowników naukowych i gości.

Mając na uwadze ostatnie wydarzenia na Białorusi, w szczególności represje dotykające młodych ludzi zaangażowanych w przestrzeganie praw człowieka i demokrację, pamiętając nieodległe czasy, kiedy także Polacy musieli walczyć o demokrację i wolności, Rząd Polski oraz Konferencja Rektorów Akademickich Szkół Polskich deklaruje wolę utworzenia „Programu Stypendialnego imienia Konstantego Kalinowskiego”. Program powinien objąć ok. 300 studentów pochodzących z Białorusi, którzy ze względów na swoje zaangażowanie w działalność na rzecz obrony wartości demokratycznych zostali relegowani z uczelni na Białorusi.

Programowi nadano imię Konstantego Kalinowskiego, urodzonego w 1838 powstańca styczniowego, pełnomocnika rządu powstańczego w Wielkim Księstwie Litewskim, powieszonego przez władze rosyjskie w Wilnie w 1864, zasłużonego dla obrony białoruskiej tożsamości i kultury, który cieszy się wielkim szacunkiem u świadomych narodowo Białorusinów.
Inauguracja Programu odbyła się 5 lipca 2006. Miało wówczas miejsce spotkanie przybyłych do Polski stypendystów z premierem Kazimierzem Marcinkiewiczem w ogrodzie Biblioteki Uniwersyteckiej w Warszawie, a następnie, w Auditorium Maximum UW, część akademicka, w której uczestniczyli Marszałek Senatu RP Bogdan Borusewicz, Alaksandr Milinkiewicz, władze UW, rektorzy polskich uczelni i kilkuset polskich i białoruskich studentów.

## Warunki stypendium
Czas trwania stypendium zależy od tego, na który rok student został zapisany. Najdłużej, w przypadku zapisania na pierwszy rok, może trwać 5 lat. Uczestnicy Programu otrzymują stypendium na koszty utrzymania i zamieszkania w wysokości 1240 zł miesięcznie. Uczelnie oferują studentom płatne miejsca w domach akademickich. Stypendyści otrzymują również na
początku kursu przygotowawczego słowniki i encyklopedie, książki z zakresu kultury i historii, a także sumę 400 zł na koszty zagospodarowania. Podczas pierwszego roku studiów studenci znajdują się na swoich uczelniach pod opieką tutorów, przydzielonych im spośród młodszej kadry akademickiej. Tutorzy pomagają im w adaptacji w początkowym okresie studiów.

## Kursy przygotowawcze i objazd
Stypendystom z pierwszego naboru zorganizowano w Warszawie trzymiesięczny kurs przygotowawczy (VII–IX 2006) obejmujący intensywny kurs języka polskiego (do 5 godzin dziennie), kurs języka angielskiego oraz zajęcia z zakresu informatyki, komputerów i korzystania z Internetu. W ramach kursu stypendyści brali także udział w zajęciach i wykładach na temat historii i kultury Polski, Białorusi, Litwy, Ukrainy i Europy Środkowo-Wschodniej, a także z zakresu współczesnych zagadnień międzynarodowych, z naciskiem na kwestie związane z Unią Europejską. Kurs przygotowawczy był także okazją do wielu dyskusji, spotkań i wydarzeń kulturalnych.
Uczestnicy Programu odbyli także latem 2006 trzytygodniowy objazd po Polsce, w czasie którego odwiedzili 22 miasta, m.in. Gniezno, Poznań, Wrocław, Kraków, Lublin, Białystok, Gdańsk, Toruń, Łódź i Częstochowę. Stypendyści pojawili się w najważniejszych ośrodkach akademickich oraz miejscach szczególnie ważnych dla Polaków ze względów historycznych. W programie objazdu znalazły się m.in. takie wydarzenia, jak: spotkanie z uczestnikami Poznańskiego Czerwca 1956, zwiedzanie Katedry i Zamku Królewskiego na Wawelu, wizyta w obozie koncentracyjnym Auschwitz-Birkenau, wizyta na polach Grunwaldu, wizyta w Stoczni Gdańskiej, spotkanie z Anną Walentynowicz. Objazd był okazją do spotkania stypendystów z przedstawicielami władz uczelni, w których miesiąc później mieli podjąć studia, jak też do zwiedzania najpiękniejszych miejsc w Polsce.
Kursy przygotowujące dla stypendystów z kolejnych naborów zostały zredukowane do jednego miesiąca (września) intensywnych kursów języka polskiego. Nie organizowano im także objazdów.

## Nabory

### Nabór I
W lipcu 2006, w I roku działalności Programu, na 300 miejsc ostatecznie przyjęto 244 stypendystów, którzy nie mogli rozpocząć lub kontynuować studiów na Białorusi ze względu na poglądy polityczne lub z powodu działalności opozycyjnej rodziców. Stypendystów przyjmowano na podstawie opinii wydawanej przez białoruską, niezarejestrowaną organizację o nazwie Społeczny Komitet Obrony Represjonowanych „Salidarnaść” z Iną Kulej na czele. Znajomość języka polskiego nie była wymagana. Przydziału uczestników Programu na poszczególne uczelnie w Polsce dokonywało Biuro Programu przy Studium Europy Wschodniej Uniwersytetu Warszawskiego w oparciu o zgłoszenia uczelni, biorąc pod uwagę przede wszystkim możliwość kontynuowania studiów rozpoczętych na Białorusi, a także, w miarę możliwości, oczekiwania stypendystów. Uczelnie samodzielnie dokonały oceny różnic programowych i ustaliły zasady ich wyrównania. Uczestnicy Programu podjęli studia w 15 miastach Polski, na 37 uczelniach, na 77 różnych kierunkach. Najwięcej osób rozpoczęło naukę w Warszawie (102), następnie w Białymstoku (30), Wrocławiu (21), Krakowie (16), Gdańsku (14), Pułtusku (10), Białej Podlaskiej (10), Poznaniu (9), Lublinie (8), Katowicach (7), Łodzi (6), Toruniu (5), Bydgoszczy (2), Legnicy (1) i Szczecinie (1). Spośród uczelni, największa grupa stypendystów (58) znalazła się na Uniwersytecie Warszawskim, w 21 różnych jego instytutach.
Stypendyści najliczniej podjęli studia na kierunkach: informatyka, prawo, zarządzanie, politologia i stosunki międzynarodowe. Pojedyncze osoby trafiły na takie kierunki, jak: europeistyka, biologia molekularna, skandynawistyka, filologie, inżynieria lądowa itd.
Stypendyści otrzymali możliwość zakupu książek potrzebnych do studiów na danym kierunku do sumy 500 zł.

### Nabór II i kolejne

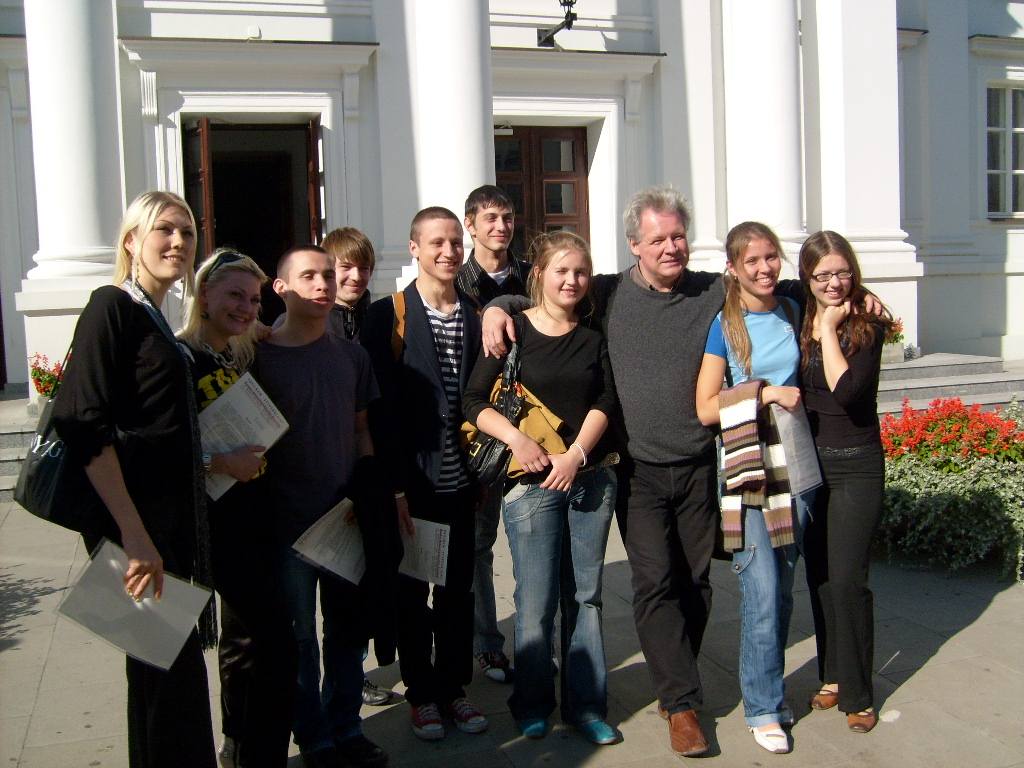
Piotr Garncarek z Polonicum (trzeci z prawej) ze stypendystami z II naboru przed Auditorium Maximum Uniwersytetu Warszawskiego, wrzesień 2007

We wrześniu 2007, w II roku działalności Programu, liczba przyjętych studentów była znacznie mniejsza z dwóch przyczyn. Po pierwsze, wyciągając wnioski z błędów roku ubiegłego, wprowadzono ostrzejsze kryteria rekrutacji. Po drugie zaś, liczba osób relegowanych ze studiów w 2007 zmniejszyła się. Zdaniem Iny Kulej, przewodniczącej Komitetu Obrony Represjonowanych „Salidarnasć”, białoruskie władze uświadomiły sobie nieefektywność kontynuowania takiej formy represji.
Rekrutacja rozpoczęła się 21 czerwca 2007. Prowadziła ją siedmioosobowa komisja w siedzibie Partii BNF w Mińsku. W dniu 29 sierpnia 2007 zatwierdzono listę 63 nowych stypendystów Programu im. Kalinowskiego, z których 44 to studenci relegowani z białoruskich uczelni z przyczyn politycznych, zaś pozostałe 19 to osoby, które w inny sposób ucierpiały za swoje poglądy polityczne – aktywiści Partii BNF, byli uczniowie zamkniętego przez władze jedynego białoruskojęzycznego Liceum im. Jakuba Kołasa w Mińsku, a także członkowie rodzin osób represjonowanych. W ciągu kolejnych dni uzupełniono listę o kilka dodatkowych osób, osiągając ostateczną liczbę 71 stypendystów. Zostali oni skierowani do 15 miast, na 23 uczelnie, gdzie podjęli naukę na 24 kierunkach studiów.
We wrześniu 2008 roku, w III roku działalności Programu, przyjęto 58 osób, które zostały skierowane do 11 miast, na 22 uczelnie, gdzie podjęły naukę na 26 kierunkach studiów (według innych źródeł było to 70 osób).
We wrześniu 2009 roku, w IV roku działalności Programu, przyjęto 44 osoby, które zostały skierowane do 14 miast, na 22 uczelnie, gdzie podjęły naukę na 26 kierunkach
studiów.
We wrześniu 2010 roku, w V roku działalności Programu, przyjęte zostały 53 osoby. 10 z nich spełniło kryteria Programu, jednak nie ukończyło 18 roku życia. Stypendyści ci zostali skierowani na roczny kurs przygotowawczy. Pozostałe 43 osoby zostały skierowane na studia do 11 miast, na 17 uczelnie, gdzie podjęły naukę na 26 różnych kierunkach studiów.
W grudniu 2010 roku ogółem w ramach Programu studiowało ok. 250 studentów.
Po fali represji, które nastąpiły po wyborach prezydenckich na Białorusi 19 grudnia 2010 roku, kierownictwo Programu podjęło decyzję o organizacji dodatkowego, specjalnego naboru. Kandydaci wezmą udział w Kursach Przygotowawczych Języka i Kultury Polskiej w okresie od lutego do września 2011 roku, po ukończeniu których zostaną skierowani na polskie uczelnie.
W latach 2006–2015 w ramach Programu przyjęto 988 stypendystów, którzy podjęli naukę na 76 uczelniach. Absolwentami polskich uczelni zostało w tym okresie 332 stypendystów.

## Problemy organizacyjne

### Przydział
We wrześniu 2006, w trakcie przydziału stypendystów na uczelnie, okazało się, że większość z nich nie była zadowolona z miejsca przydziału, ponieważ prawie wszyscy chcieli studiować w Warszawie. Nie było to jednak możliwe m.in. z przyczyn technicznych. Stypendyści protestowali także przeciwko, ich zdaniem, złym warunkom zakwaterowania i nauczania, mimo faktu, że zapewniono im je znacznie lepsze, niż studentom polskim. Fala skarg na pewien czas sparaliżowała pracę stosunkowo niedużego biura Programu. Wkrótce pojawiły się doniesienia na temat obcych ludzi kręcących się po domach studenckich zamieszkałych przez uczestników Programu. Ludzie ci podburzali stypendystów przeciwko dyrekcji Programu i zachęcali do protestów w sprawie przydziału.
Dzięki elastyczności uczelni warszawskich, a przede wszystkim dzięki pomocy władz Uniwersytetu Warszawskiego, udało się spełnić znaczną część żądań stypendystów w sprawie przydziału do Warszawy.

### Nieobecności stypendystów
W grudniu 2006 wyszło na jaw, że znaczna część stypendystów z nieznanych przyczyn ma liczne nieobecności na zajęciach, lub w ogóle nie podjęła nauki. Niektórzy z nich zrezygnowali z uczestnictwa w programie, nie informując o tym biura, i udali się na Zachód, lub też powrócili na Białoruś. Absencje dotyczyły uczelni w całej Polsce. 21 grudnia 2006 zorganizowano obowiązkowe spotkanie stypendystów w Jachrance pod Warszawą, na które przybyło zaledwie 80 z 244 studentów. Nieobecności te tłumaczono później wyjazdem stypendystów do domów na Nowy Rok. Zdaniem Siarhieja, jednego ze stypendystów, przyczyna tego zjawiska była następująca:

To było widać jeszcze latem w czasie nauki języka polskiego – kto się chce uczyć, a kto nie. To, że ktoś był na placu, czy ma związki z ruchem demokratycznym, nie oznacza, że na pewno chce i będzie się uczyć.

Aby ustalić rzeczywistą skalę problemu, w dniach 17 stycznia – 6 lutego 2007 dyrektor programu zarządził „Kontrolę Wewnętrzną Stanu Realizacji Programu Stypendialnego im. Konstantego Kalinowskiego”. Utworzono 23 komisje, które odwiedziły wszystkie uczelnie, na których uczą się uczestnicy programu. W trakcie kontroli spotkano się z przedstawicielami władz uczelni, tutorami i stypendystami. Kontrola wykazała, że 205 spośród 244 studentów podjęło naukę, uczęszcza na zajęcia i nie narusza „Zasad korzystania z Programu”. Wobec 32 osób podjęto działania wyjaśniające, a wobec 6 kolejnych komisje złożyły wniosek o skreślenie z listy stypendystów ze względu na niepodjęcie nauki mimo skierowania. Na przełomie kwietnia i maja 2007 miała miejsce druga kontrola wewnętrzna, w czasie której wyjaśniano problemy zasygnalizowane podczas kontroli pierwszej.
W czerwcu 2009 Ina Kulej, przewodnicząca Komitetu Obrony Represjonowanych „Salidarnasć”, przyznała, że co piąty uczestnik zrezygnował z programu. Jako główne przyczyny podała: brak możliwości studiowania zaocznie, rozłąkę z rodzinami i przyjaciółmi, odmienność polskiej kultury i warunków życia oraz odmienność systemu edukacji, który w Polsce nastawiony jest na samodzielną naukę. Wyraziła jednocześnie chęć pomocy tym, którzy opuścili program, a chcieliby do niego wrócić.

### Niewłaściwe zachowania stypendystów
Z powodu nieprawidłowości w rekrutacji na I roku, na listę stypendystów trafiła pewna liczba osób, które faktycznie miały niewielki związek z białoruskim ruchem demokratycznym, a których zachowanie często nie licowało z powagą Programu im. Kalinowskiego. Ich niewłaściwe zachowanie było poważnym problemem organizacyjnym i wizerunkowym, zwłaszcza że wszelkie kłopoty programu były obserwowane i szeroko komentowane przez oficjalne białoruskie media.
Polscy przedstawiciele uniwersytetów, administracji i organizacji pozarządowych, którzy uczestniczyli w oficjalnych spotkaniach ze stypendystami, podkreślali w komentarzach swoje zaskoczenie, że wielu studentów nie posługuje się językiem białoruskim i nie ma pojęcia o historii i polityce swojego kraju. Zwracali także uwagę na nieprzyzwoity sposób ubierania się niektórych dziewcząt.
W pierwszych dniach po przybyciu do Warszawy kilku stypendystów, będąc w stanie nietrzeźwym, pobiło się z polskimi mieszkańcami domu studenckiego. Niedługo potem inni stypendyści zidentyfikowali w swoim gronie chłopaka, który w czasie rekrutacji sprzedawał za 30 dolarów fałszywe zaświadczenia o udziale w opozycyjnym miasteczku namiotowym na placu Październikowym w Mińsku zaraz po wyborach.
Specyficznym problemem było łamanie regulaminu przez Witauta Milinkiewicza, syna Alaksandra Milinkiewicza. Witaut znalazł się na liście stypendystów jako „dziecko osoby represjonowanej”. 21 sierpnia 2006, w czasie, gdy stypendyści Programu uczestniczyli w objeździe po kraju, pojawiła się w niezależnych mediach informacja, że Witaut notorycznie upijał się, chuliganił i stwarzał problemy od początku pobytu w Polsce. Napisano również, że został za swoje zachowanie usunięty z programu, co zostało zauważone i dwa dni później nagłośnione przez białoruską telewizję państwową. Następnego dnia Alaksandr Milinkiewicz nazwał tę informację „nieprawdą”, a jego sekretarz prasowy Pawał Mażejka wyjaśnił, że Witaut rzeczywiście złamał regulamin – zaspał na obowiązkowe zwiedzanie w ramach objazdu. Został za to jednak ukarany nie usunięciem z programu, ale przerwaniem objazdu oraz pozbawieniem prawa do domu studenckiego i do uczestnictwa w zajęciach z języka polskiego i angielskiego. Będzie jednak nadal otrzymywać stypendium i samodzielnie przygotowywać się do wstąpienia na uczelnię. Wersję tę potwierdził także sam Witaut.
Problem Witauta Milinkiewicza postawił kierownictwo Programu im. Kalinowskiego w szczególnej sytuacji. Pojawiło się pytanie, jak surowo należy ukarać syna bezpośredniego inicjatora stworzenia Programu. Ina Kulej stwierdziła, że przyjmuje krytykę ze strony polskich partnerów jako obiektywną, zaś Alaksandr Milinkiewicz przyznał, że:

Wszyscy uczestnicy programu muszą być na równych warunkach. Tak powinno być, nie zważając na to, kto jest czyim krewnym.”

Temat nieodpowiedniego zachowania stypendystów spotkał się z różnorodnymi komentarzami ze strony białoruskich środowisk demokratycznych. Ina Kulej oceniła, że główną przyczyną problemów są różnice kulturowe między Polakami i Białorusinami. Anton Ciależnikau ze Związku na rzecz Demokracji na Białorusi stwierdził, że tego typu problemy powinny być rozwiązywane wewnątrz programu i nie powinny przedostawać się do mediów, gdyż stanowią pożywkę dla białoruskiej rządowej propagandy. Uładzimir Michniewicz z bel.ini ocenił, że buntownicze i niepokorne zachowanie jest zrozumiałą, a nawet pożądaną cechą charakteru u osób, które walczyły z władzą i które w przyszłości mają stanąć na czele rewolucji.

### Powrót absolwentów na Białoruś
Od początku istnienia programu pojawiały się wątpliwości, czy stypendyści po zakończeniu edukacji zechcą i czy będą mieć możliwość powrotu na Białoruś. Zarówno oficjalne media państwowe, jak i część środowisk opozycyjnych określa Program Kalinowskiego mianem drenażu mózgów. Wieloletni pobyt w Polsce mógł skłonić niektórych studentów do osiedlenia się na stałe. Ina Kulej uważa, że część osób ubiegających się o stypendium od początku nie planowało powrotu na Białoruś:

Jest grupa osób, która pragnie wyjechać z Białorusi niezależnie od sytuacji politycznej. Inna grupa to osoby, które – gdyby nie możliwość wyjazdu – nie ukończyłyby studiów wyższych. Postawy do podjęcia starań o stypendium jednych i drugich są różne. Ten kto był zmuszony wyjechać marzy o tym, żeby wrócić, a kto od razu miał na celu opuścić kraj, szuka różnych sposobów, aby za granicą już zostać – ożenić się albo znaleźć pracę, wyjechać na studia i zostać.

Istnieje jednocześnie obawa o uznanie dyplomów polskich uczelni na Białorusi. Państwo białoruskie nie uznaje stypendystów programu za studentów. Absolwent programu, Jauhien Skrabutan, do chwili obecnej nie może uzyskać oficjalnego uznania dyplomu Uniwersytetu Warszawskiego. Ponadto część studentów podjęła naukę na kierunkach przydatnych w Polsce, lecz nieprzydatnych w ich kraju (np. integracja europejska, polskie prawo). Oznacza to, że absolwenci programu mają znacznie większe szanse na dobrą pracę w Polsce, niż na Białorusi. Wreszcie, ze względu na fakt, że Białoruś oficjalnie nie przyjmuje do wiadomości, iż stypendyści studiują, znaczna część studentów płci męskiej poszukiwana jest w sprawie uchylania się od służby wojskowej.
Wiktoria Chakimawa, stypendystka z I naboru, uważa, że wielu studentów znajduje w Polsce dobrą pracę i decyduje się tu zostać na stałe:

Doskonale ich rozumiem. Tu jest więcej możliwości, tu nie trzeba się bać i siedzieć cicho. Lubię Polskę, ale Białoruś to mój kraj i wspaniali ludzie. Nie wiem, jak to będzie, ale bardzo bym chciała wrócić.

W styczniu 2010 Ina Kulej ujawniła, że dzięki Programowi im. Kalinowskiego studia ukończyło do tego czasu 8 jego uczestników – 5 dziewcząt i 3 chłopców:
- Eugeniusz Gawin – pozostał w Polsce, kontynuuje naukę na studiach doktoranckich.
- Wenedykt Klauze – pozostał w Polsce, ponieważ w razie powrotu zostałby aresztowany.
- Jauhien Skrabutan – ukończył studia na Katedrze Białorutenistyki Wydziału Lingwistyki Stosowanej Uniwersytetu Warszawskiego. Wrócił na Białoruś, do Grodna, gdzie zwrócił się do Wydziału Edukacji Grodzieńskiego Obwodowego Komitetu Wykonawczego z podaniem o pracę. Skierowano go do Ministerstwa Edukacji w sprawie uznania dyplomu. Pojechał następnie do rodziców do Zelwy i tam również zwrócił się o pracę do Wydziału Edukacji Rejonowego Komitetu Wykonawczego. Tam najpierw powiedziano mu, że faktycznie, brakuje nauczycieli, ale po dwóch dniach otrzymał odpowiedź o braku miejsc. Stypendysta pozostał bez pracy, a jego dyplomu nie uznano.
- 5 dziewcząt – wróciły na Białoruś i podjęły pracę w prywatnych przedsiębiorstwach.

### Śmierć Kanstancina Żylinskiego

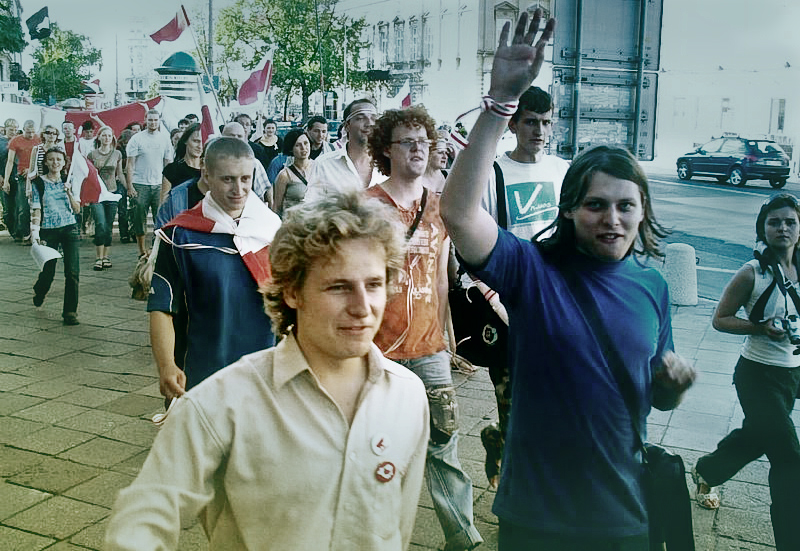
Stypendyści Programu Kalinowskiego na manifestacji w Warszawie latem 2006 roku. Na pierwszym planie z lewej Kanstancin Żylinski.

W połowie maja 2010 roku, w domu studenckim w Gdańsku znaleziono ciało Kanstancina Żylinskiego, stypendysty z I naboru, studenta Wydziału Ekonomii Uniwersytetu Gdańskiego. Odkrycia dokonał w godzinach porannych jego kolega z pokoju. Początkowo za najbardziej prawdopodobną przyczynę śmierci uznano samobójstwo, za którym przemawia m.in. fakt, że w dniu tragedii student usunął wszystkie swoje konta z internetowych serwisów społecznościowych. Z upływem czasu hipoteza ta była jednak podawana w wątpliwość. Według matki studenta, w toku śledztwa oceniono, że prawdopodobieństwo samobójstwa wynosi 40%. Początkowe doniesienia prasy, jakoby student się powiesił, zostały zdementowane. Żylinski kilka dni wcześniej opłacił swoje ubezpieczenie zdrowotne, co wskazuje, że nie planował wówczas targnąć się na swoje życie. Z hipotezą o samobójstwie nie zgadzają się też inni stypendyści i sąsiedzi z domu studenckiego. Żylinski został pochowany w rodzinnym Rohaczowie.

### Opóźnienia stypendialne
Nierzadko studenci studiujący w Polsce w ramach Programu im. Kastusia Kalinowskiego skarżą się na opóźnienia stypendialne o miesiąc, a nawet dwa, co w związku z tym pociąga za sobą problemy z opłaceniem akademika.

## Działania białoruskich służb bezpieczeństwa
Według przedstawicieli białoruskich środowisk demokratycznych i niezależnej prasy, Program im. Kalinowskiego znacznie osłabił jedno z głównych narzędzi represji władz Białorusi wobec aktywnej politycznie młodzieży – groźbę relegowania ze studiów. W związku z tym, od chwili powstania, program był obiektem nagonki ze strony białoruskich mediów rządowych, a także licznych prowokacji i prób zdyskredytowania ze strony białoruskich służb specjalnych.

### Próba skompromitowania
2 grudnia 2006 na jeden z adresów e-mailowych warszawskiego biura programu trafił anonimowy list w języku rosyjskim. Był on wysłany z rosyjskiego serwera i zawierał w siedmiu punktach m.in. instrukcje skompromitowania dyrektora Programu, Jana Malickiego. Znajdowały się w nim inicjały, kryptonimy i suma pieniędzy w dolarach za wykonanie zadania. Nazwiska podane w e-mailu były autentycznymi nazwiskami stypendystów Programu im. Kalinowskiego. Fragment listu, po przetłumaczeniu na język polski, z nazwiskami stypendystów zastąpionymi inicjałami, został upubliczniony:

Wziąć dziwkę, która przeprowadzi akt seksualny z Malickim i tak zebrać materiał kompromitujący. Odpowiedzialny – R.; Odebrać stypendium V. Odpowiedzialny – A.

Zarówno autor, jak i cel napisania e-maila pozostały nieznane. Według jednej z hipotez wiadomość trafiła do biura Programu przez pomyłkę. Bardziej jednak prawdopodobne, że była to prowokacja mająca na celu skompromitowanie stypendystów poprzez rzucenie na nich podejrzenia o współpracę z białoruskim KGB. Informacja o liście została skierowana m.in. do polskiego MSZ. Zajęła się nim także Agencja Bezpieczeństwa Wewnętrznego.
Dyrektor Malicki od dłuższego czasu otrzymywał także obraźliwe SMS-y.

### Uładzisłau „Wektor” Michajłau

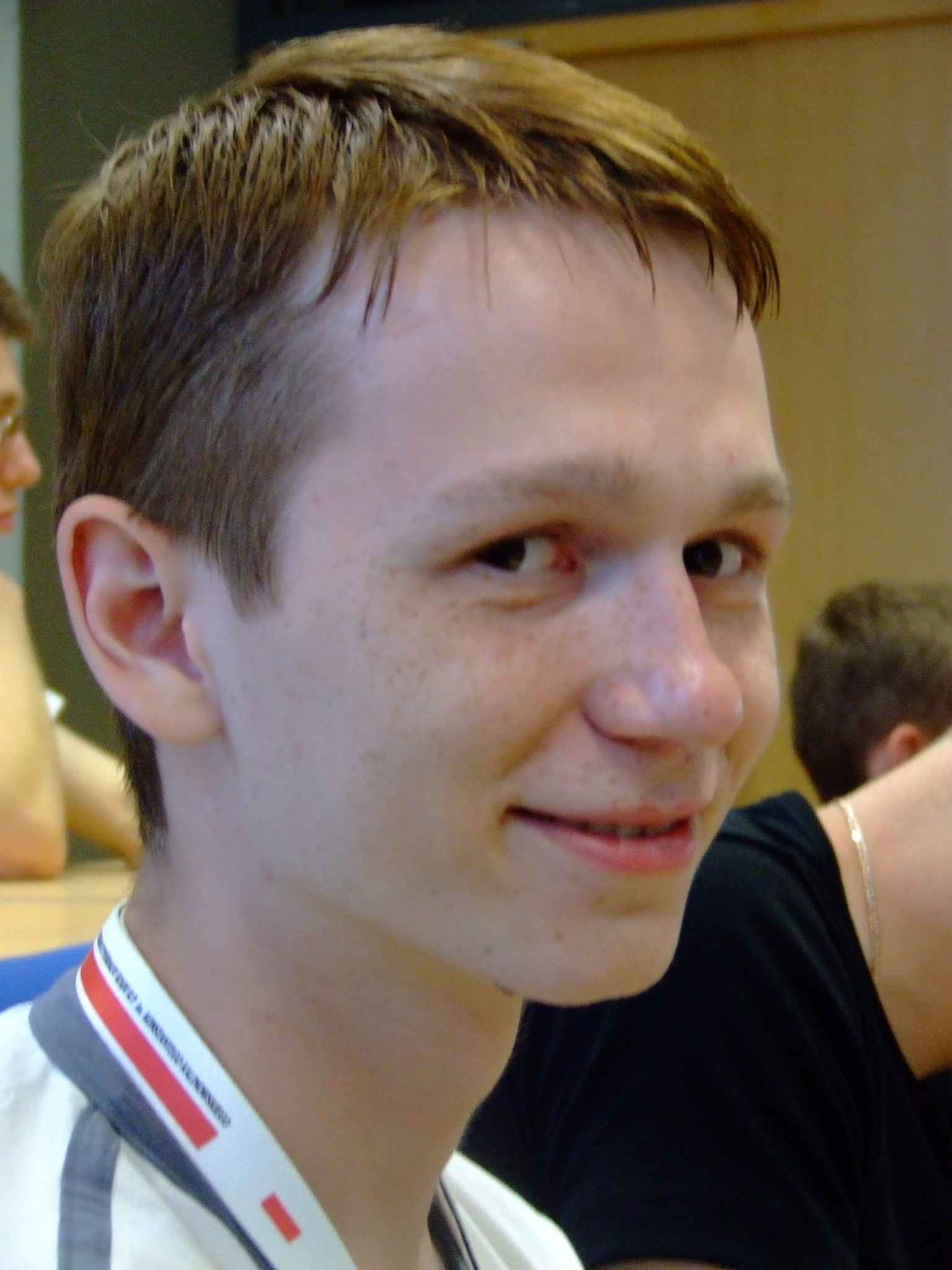
Uładzisłau Michajłau, lipiec 2006

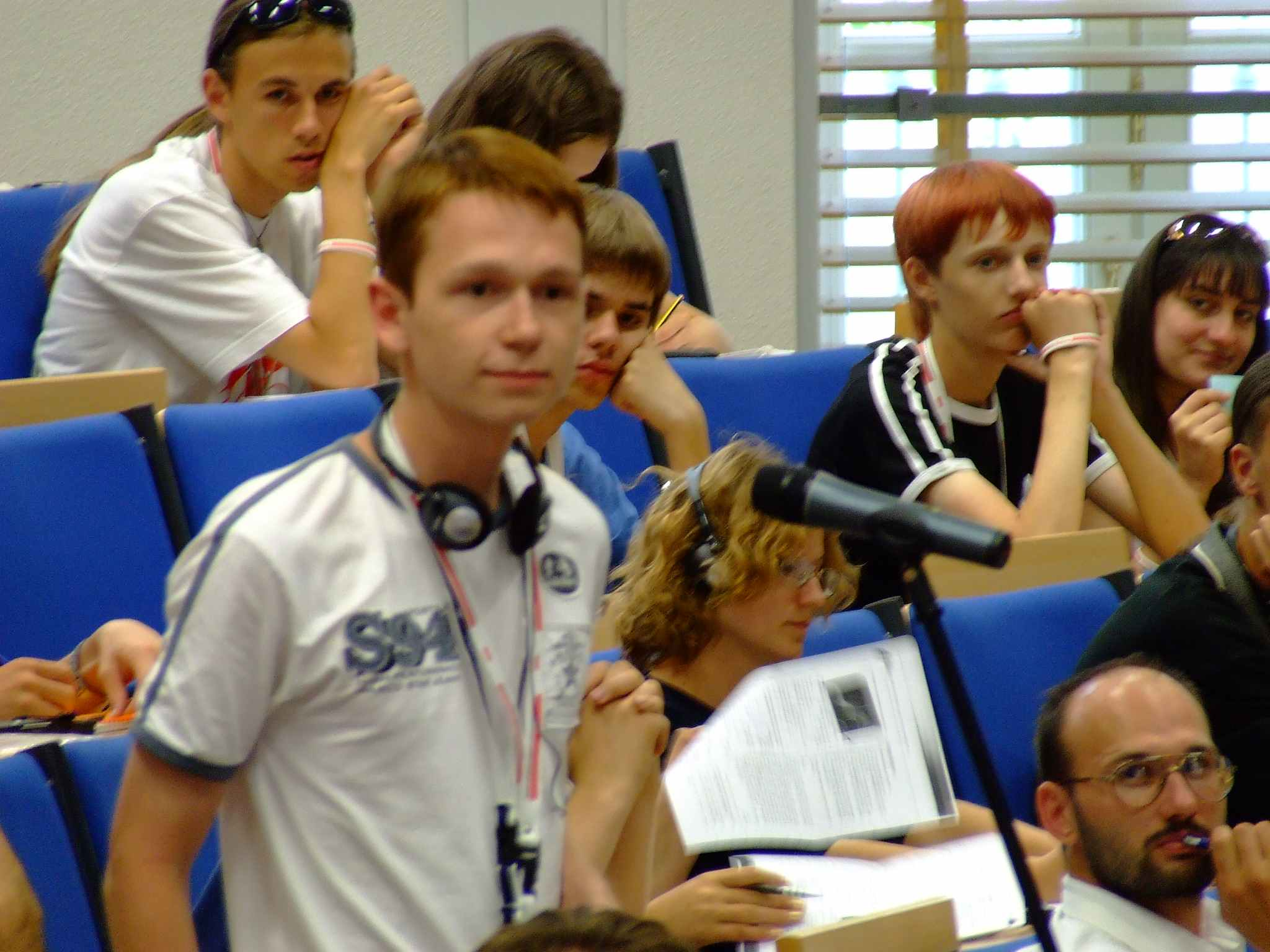
Michajłau wśród stypendystów, lipiec 2006

22 stycznia 2007 w „Tygodniku Powszechnym” opublikowany został wywiad z jednym ze stypendystów programu, Uładzisłauem Michajłauem. 20-letni student Wydziału Elektrycznego Politechniki Warszawskiej wyjawił w nim, że na początku 2006, przy użyciu szantażu został zwerbowany przez białoruskie KGB na informatora o kryptonimie „Wektor”. Szczegółowo opisał proces werbunku i swoje późniejsze kontakty z bezpieką – donosił na swoich kolegów w Homlu, a następnie kontynuował współpracę w Polsce – przekazywał informacje dotyczące procesu rekrutacji i działania Programu im. Kalinowskiego. Zaznaczył przy tym, że chce zerwać współpracę, a w Polsce czuje się bezpieczny i dlatego może sobie pozwolić na wyjawienie tej tajemnicy, a tym samym uwolnić się od wyrzutów sumienia.
Deklaracja wywołała duże poruszenie wśród stypendystów i ludzi związanych z programem, a także falę komentarzy w mediach. Część stypendystów postrzegała go jako prowokatora, a inna – za ofiarę systemu. Zdaniem Jauhiena Skrabutana, jednego ze stypendystów, ujawnienie się Michajłaua było prowokacją KGB mającą na celu destabilizację Programu. Przeciwnego zdania był inny stypendysta – Dzianis Wasilkou, przekonany, że Michajłauowi należało pomóc. Powstały kontrowersje dotyczące dalszego losu studenta. Z jednej strony argumentowano, że były agent KGB nie ma prawa korzystać ze stypendium dla represjonowanych opozycjonistów. Z drugiej zaś strony podkreślano odwagę czynu Michajłaua i to, że wśród studentów mogą być inne osoby zmuszone do współpracy z KGB. Jeżeli Michajłau zostałby usunięty z Programu, byłoby to dla nich przesłanką, że nie warto ujawniać prawdy. Pojawiły się także głosy, że Michajłau powinien w pierwszej kolejności zwrócić się o pomoc do dyrekcji programu, a nie udzielać wywiadu w gazecie, zatem jego jedyną motywacją była niezdrowa żądza sławy.
Władze Programu po głębokim namyśle podjęły decyzję o pozostawieniu Uładzisłaua Michajłaua na liście stypendystów, a także o zapewnieniu mu wsparcia, m.in. psychologa. Stypendysta znalazł się w tym czasie w centrum zainteresowania polskich i białoruskich mediów. 10 marca odwiedził go Mariusz Maszkiewicz, były ambasador Polski na Białorusi i doradca premiera ds. wschodnich. Student powiedział wówczas, że musi opuścić Polskę, bo grozi mu tu niebezpieczeństwo. Maszkiewicz ocenił, że Michajłau cierpi na problemy psychiczne, prawdopodobnie ciężką depresję lub psychozę, ewentualnie jest pod wpływem środków farmakologicznych. Student wielokrotnie skarżył się, że jest śledzony i nękany przez białoruskie KGB, później mówił także o specsłużbach polskich i amerykańskich. Alaksiej Dzikawicki, pracujący w Polsce dziennikarz Radia Swaboda potwierdził fakt śledzenia – umówił się z Michajłauem na rozmowę, jednak na ich spotkaniu pojawili się nieznajomi mężczyźni i zaczęli nachalnie ich filmować. Ostatni raz koledzy Michajłaua widzieli go w Polsce 17 marca, w dniu jego 21. urodzin. Zapowiedział wówczas rychłą ucieczkę z kraju samochodem ambasadora. Prawdopodobnie zaraz potem wyjechał na Białoruś z pomocą białoruskiej ambasady. 23 marca, wkrótce po powrocie na Białoruś, telewizja państwowa przeprowadziła z nim długą rozmowę, w czasie której Michajłau opowiedział szereg kłamstw na temat programu, warunków życia i nauki stypendystów w Polsce, jak też na temat rzekomego zmuszania ich do udziału w „antybiałoruskich akcjach”. Twierdził m.in., że studenci muszą uczestniczyć w demonstracjach pod białoruską ambasadą, żeby odpracować stypendium.
Wydarzenie to wywołało skandal i falę komentarzy w mediach polskich i białoruskich. Wypowiedzi Michajłaua stały w jawnej sprzeczności z jego wcześniejszymi wpisami na prywatnym blogu, bardzo krytycznymi wobec białoruskiej telewizji, np. z 10 grudnia 2006:

Białoruska Telewizja Państwowa im. A.R. Łukaszenki ogłasza, że nas wszystkich studentów programu porzucili !! !, nie mamy co jeść i mieszkamy w prewetach. No comments. Zimouskiemu (szefowi białoruskiej telewizji – przyp. tłum.) zostawić przedostatnią kulę. (Белорусское государственное телевидение им. А.Г. Лукашенко сообщает, что нас всех студентов программы кинули !! !, у нас нет еды и живём в клоповниках. No Comments. Зимовскому оставить предпоследнюю пулю.)

Tezom stawianym przez Michajłaua zaprzeczyli także inni stypendyści. Kaciaryna Tamkowicz powiedziała, że nie odpracowywała żadnych pieniędzy, a na demonstracje chodziła z powodu własnych przekonań.
W jednym z wywiadów udzielonych po ujawnieniu się, ale jeszcze przed wyjazdem na Białoruś, Michajłau stwierdził, że „widoczne jest”, iż wśród stypendystów Programu im. Kalinowskiego są także inni informatorzy białoruskiego KGB.

### Represje wobec stypendystów i ich rodzin

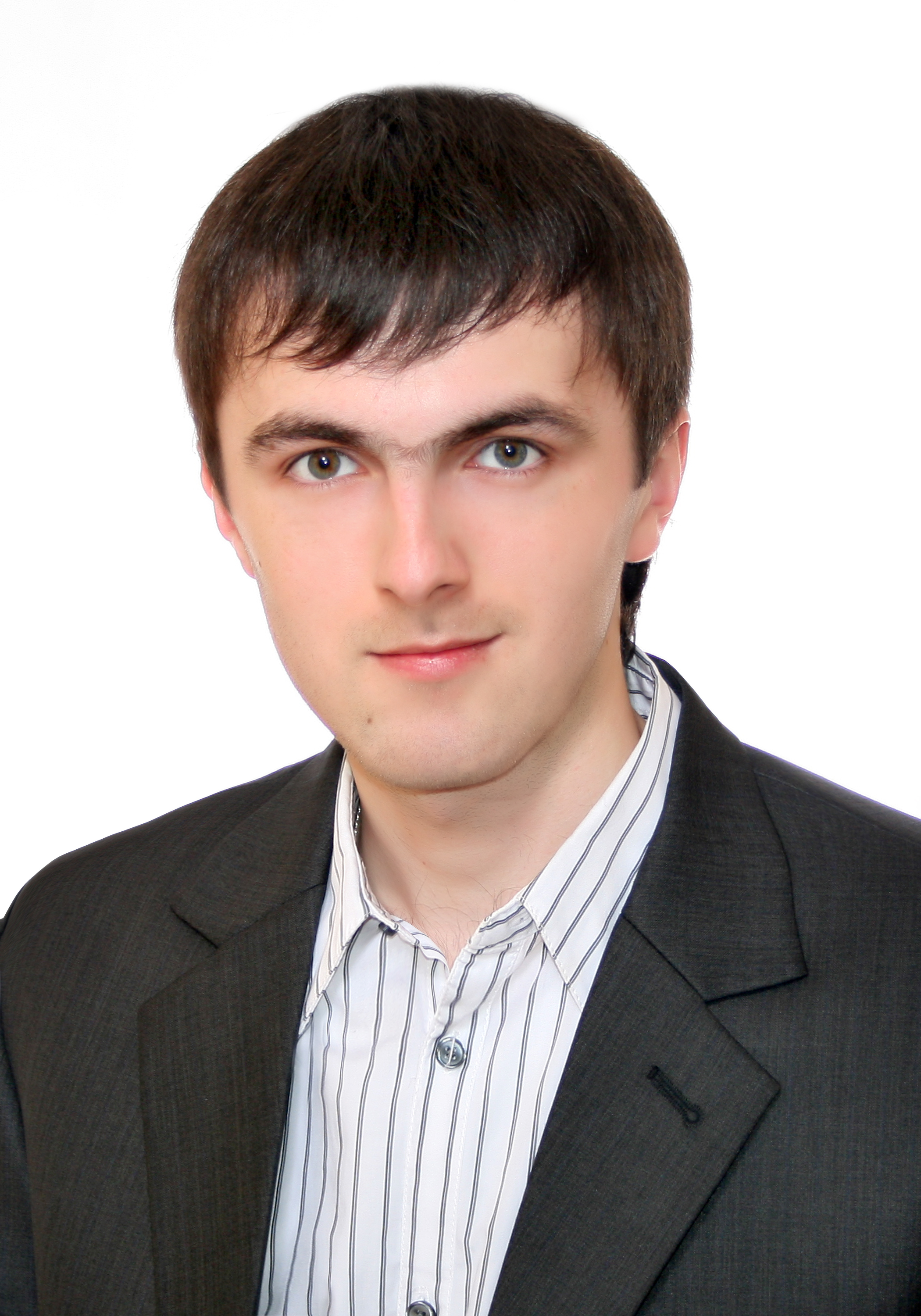
Jauhien Skrabutan

- 23 grudnia 2006 o godzinie 18:30 na dworcu kolejowym w Grodnie białoruscy pogranicznicy zatrzymali Dzmitryja Malczyka. Stypendysta wracał z Krakowa do domu na Nowy Rok. Według jego ojca, Siarhieja Malczyka, chłopiec był wypytywany przez pracowników organów porządkowych po cywilnemu. Skonfiskowano mu również laptopa. Student przetrzymywany był 5 godzin w siedzibie urzędu celnego, po czym wypuszczony pod warunkiem stawienia się w urzędzie w terminie późniejszym[35].

- Tego samego dnia o godzinie 22:00 na polsko-białoruskim przejściu granicznym Kuźnica-Bruzgi zatrzymano Jauhiena Skrabutana, stypendystę z Uniwersytetu Warszawskiego i Maryję Swiancicką, stypendystkę z Katowic. Studenci wracali z Polski do domu na Nowy Rok. Po dwóch godzinach od zatrzymania dokonano ich rewizji osobistej. Skrabutanowi skonfiskowano karty flash z komputera, tłumacząc, że konieczne jest ich sprawdzenie. Stypendyści przetrzymywani byli na granicy przez białoruskich pograniczników do godziny 5:30 dnia następnego. Według Skrabutana, w ciągu kilku poprzednich dni dokonano rewizji jeszcze dwóch uczestników Programu im. Kalinowskiego, w tym Alaksandra Kopacia z Mostów[36].

- 10 kwietnia 2007 Wolha Dzimitruk, która pojechała na Białoruś, aby spotkać się z rodziną na Wielkanoc, została w centrum Homla siłą wciągnięta do nieoznakowanego samochodu przez oficerów KGB w cywilu. Później, w wywiadzie dla agencji BiełaPAN poinformowała, że próbowano wydobyć od niej informacje na temat innych stypendystów, grożono jej i próbowano zmusić do podjęcia współpracy z KGB[31]. Dwa dni później Taccianę Dzimitruk, matkę Wolhi, odwiedził człowiek podający się za dziennikarza „Sowietskoj Biełorussii” i wypytywał o córkę. Zaraz potem kobieta zaczęła mieć problemy w pracy[37][38].

- Na początku 2007 Jauhien Skrabutan został aresztowany przez białoruską milicję na dworcu obok wyjścia z kontroli celnej. Stypendystę oskarżono o przeklinanie i skazano na 5 dni więzienia. Według niego, białoruskie władze posiadały pełną listę uczestników Programu im. Kalinowskiego, a pogranicznicy wyłapywali znajdujące się na niej osoby. Stwierdził także, że nie tylko on padł ofiarą tego typu szykan, jednak większość stypendystów nie chce o tym mówić[31].

- Latem 2007, trzy dni po powrocie do rodzinnej Żabinki na wakacje po pierwszym roku studiów w Polsce, Wiktoria Chakimawa została wezwana na przesłuchanie do KGB, gdzie wypytywano ją na temat Programu im. Kalinowskiego. Według niej ok. połowy wszystkich Białorusinów studiujących w Polsce po pierwszym roku przesłuchiwanych jest przez KGB, bez względu na poglądy polityczne[20].

- W sierpniu 2007 Raman Uscinau, w czasie wakacyjnego pobytu w domu w Swietłahorsku, został wezwany na przesłuchanie do KGB. Odmówił stawienia się bez oficjalnego wezwania na piśmie[39].

- 23 sierpnia 2009 białoruskie służby graniczne na przejściu Kuźnica-Bruzgi nie wypuściły z kraju Nadziei Krapiwinej. Stypendystka została zatrzymana w drodze do Warszawy, gdzie miała wkrótce rozpocząć kursy przygotowujące do studiów. Posiadała przy sobie wszystkie niezbędne dokumenty i uregulowała wszelkie opłaty. Przyczyny zakazu nie wyjaśniono, a jedynie poinformowano, że znajduje się w komputerowej bazie osób z zakazem opuszczania Republiki Białorusi[40][41].

- W grudniu 2009 Arciom Łastawiecki przyjechał z Poznania do domu do Baranowicz na Nowy Rok. Godzinę po powrocie otrzymał telefon z wezwaniem do stawienia się w celu odbycia służby wojskowej. Wezwanie było nieoczekiwane, ponieważ wcześniej otrzymał odroczenie do 2011 pod warunkiem dostarczania zaświadczeń o nauce[42]. Łastawiecki przypuszczał, że wezwanie miało przyczyny polityczne i miało na celu uniemożliwienie kontynuacji nauki w Polsce.

- 19 grudnia 2010 roku, w czasie trwania wyborów prezydenckich, Alaksiej Koutun, stypendysta z 1. naboru, został w Brześciu wyprowadzony przez milicję z pociągu relacji Brześć-Mińsk, po czym przetransportowany do Berezowskiego Rejonowego Oddziału Spraw Wewnętrznych[43]; tego samego dnia, w czasie trwania wyborów, stypendysta z 5. naboru Iwan Szyła z Soligorska i jego kolega Pawał Batujeu zostali zmuszeni przez osoby po cywilnemu do pozostania w mieszkaniu Batujeua; natomiast Anatol Michnawiec, stypendysta z 1. naboru, był poszukiwany w swoim mieszkaniu przez przedstawicieli władz[44].

- 19 grudnia 2010 roku wielu stypendystów Programu im. Kalinowskiego brało udział w demonstracji w Mińsku przeciwko sfałszowaniu wyników wyborów prezydenckich na Białorusi; przed północą, w czasie brutalnej pacyfikacji demonstracji przez milicję i wojsko, niektórzy z nich zostali aresztowani; Raman Szczerbau, stypendysta z 1. naboru, został aresztowany i skazany na kilkanaście dni aresztu; wyrok odbywał w więzieniu w Mińsku przy ul. Akreścina; Swiatłana Pankawiec, stypendystka z 2. naboru, uczestniczyła w demonstracji wraz ze swoją matką, Iryną Pankawiec; obie zostały aresztowane i skazane na 10 dni aresztu; wyroki odbywały w izolatkach na ul. Skaryny 20 w Mińsku; Andrej Kastusiou, syn kandydata na urząd prezydenta Ryhora Kastusioua i stypendysta z 1. naboru, został aresztowany[43].

- 28 marca 2011 roku na przejściu granicznym Bobrowniki-Brzostowica białoruscy pogranicznicy zatrzymali stypendystę Aleha Kockiego, studenta Uniwersytetu im. Mikołaja Kopernika w Toruniu. Odebrano mu paszport i laptopa, a także przeszukano jego rzeczy osobiste i samochód, którym podróżował. Student nie otrzymał wyjaśnienia przyczyny zatrzymania[45].

## Aktywność społeczna, polityczna i kulturalna stypendystów

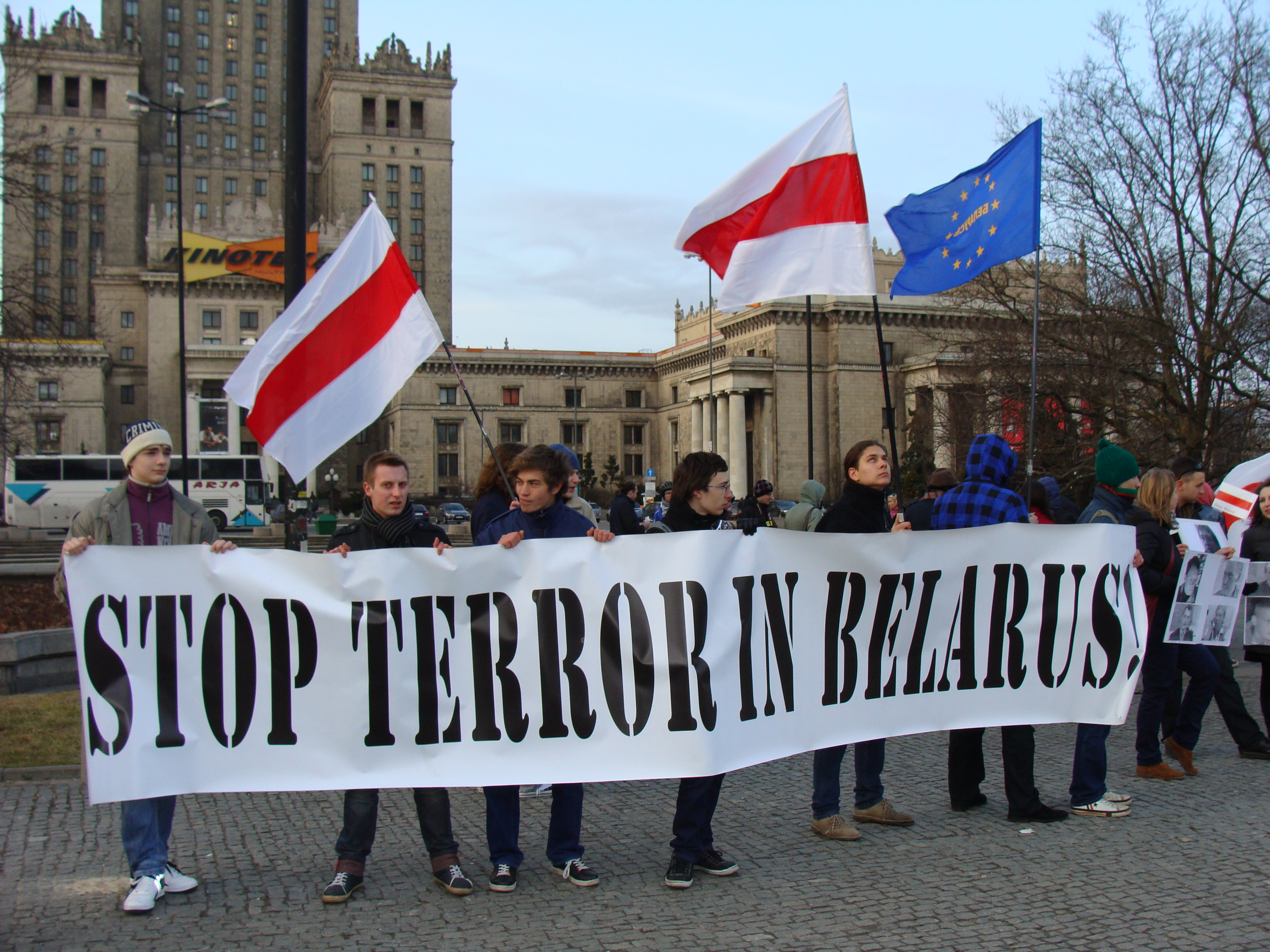
Stypendyści biorą udział w pikiecie z okazji Dnia Solidarności z Białorusią, Warszawa, 16 marca 2011 r.

Działalność stypendystów Programu im. Kalinowskiego na rzecz demokracji i praw człowieka na Białorusi, prowadzona w warunkach emigracyjnych z terytorium Polski, utrudniona jest ze względu na znaczne rozrzucenie studentów po kraju. Ma ona najczęściej formę indywidualnych inicjatyw podejmowanych przez pojedynczych studentów lub przez grupy zebrane w poszczególnych miastach lub na uczelniach. Wśród najbardziej godnych uwagi przedsięwzięć podjętych przez stypendystów należą:
- książka „Kastusiowy Pamiętnik” autorstwa stypendystki Ludmiły Asipienki i studentki stosunków międzynarodowych, Katarzyny Kwiatkowskiej; między lutym i lipcem 2007 przeprowadziły one wywiady z 67 uczestnikami programu, z których wybrały i opracowały 12 opowieści 14 stypendystów; książka zawiera wersje polsko- i białoruskojęzyczną; została wydana 9 lutego 2008 w nakładzie 1000 egzemplarzy[3][46][47];
- założone przez stypendystów stowarzyszenie „Białoruska Pamięć Narodowa” (biał. Беларуская Нацыянальная Памяць) zajmująca się gromadzeniem i rozpowszechnianiem wiedzy na temat Białorusi, historii narodu i dziedzictwa kulturowego, upamiętnianiem bohaterów i działaczy narodowych, poszukiwaniem i porządkowaniem pomników oraz miejsc martyrologii[48][49];
- zaangażowanie stypendystów, m.in. Wiktorii Chakimawej, w przygotowanie koncertu Solidarni z Białorusią 2010, organizowanego przez Inicjatywę Wolna Białoruś[20] (koncert nie odbył się z powodu katastrofy polskiego Tu-154 w Smoleńsku);
- inicjatywa artystyczna street-arty.by, polegająca na wykonaniu przez polskich i białoruskich twórców muralu na ul. 11 Listopada 22 w Warszawie; jej pomysłodawcą był stypendysta Eugeniusz Gawin, będący jednocześnie członkiem grupy artystycznej Ciąg Dalszy Nastąpi[50].

Stypendyści pomagali także niezależnym białoruskim mediom, organizowali białoruskie wieczory na swoich uczelniach, zakładali zespoły muzyczne, wystawiali spektakle teatralne itd. Niektórzy pracują jako korespondenci i technicy w telewizji Biełsat TV i Europejskim Radiu dla Białorusi – dwóch projektach medialnych mających za zadanie nadawać niezależną informację na Białoruś.

### Incydent w Białymstoku
23 lutego 2008 podczas Festiwalu Piosenki Białoruskiej w Białymstoku miał miejsce incydent, w którym uczestniczyli stypendyści Programu im. Kalinowskiego. Impreza organizowana była przez Białoruskie Towarzystwo Społeczno-Kulturalne, uważane za sympatyzujące z władzami Białorusi. W trakcie występów, pomiędzy sceną a widownią dwaj stypendyści rozwiesili biało-czerwono-białą flagę Białorusi, używaną przez opozycję, a zabronioną przez białoruskie władze. Po chwili zostali siłą wyprowadzeni z sali przez ochronę. Wydarzenie to wywołało falę oburzenia w środowisku Białorusinów zamieszkujących w Polsce, ponieważ odczytano je jako formę politycznego prześladowania. 28 lutego opublikowany został list otwarty do premiera Donalda Tuska z prośbą o podjęcie działań w celu ochrony biało-czerwono-białej flagi przed profanacją w Polsce. Podpisali go Eugeniusz Wappa (przewodniczący Związku Białoruskiego w RP), Oleg Łatyszonek (przewodniczący Białoruskiego Towarzystwa Historycznego) i Radosław Dąbrowski (przewodniczący Białoruskiego Zrzeszenia Studentów).